# Ginko Ogino
Ginko Ogino (japonès: 荻野 吟子, Ogino Ginko; Saitama, 4 d'abril de 1851 — Tòquio, 23 de juny de 1913) va ser una metgessa japonesa, la primera a llicenciar-se i exercir la medicina occidental al Japó.

## Biografia
Pertanyia a una família de l'emergent classe mitjana japonesa. Va casar-se amb 16 anys, però el matrimoni només va durar dos anys. Ogino va contraure del seu marit una malaltia de transmissió sexual, la gonocòccia, que en aquell moment era incurable i li va impedir tenir fills. I se'n va divorciar. Va haver d'estar-se durant dos anys ingressada a l'hospital, on era tractada per metges homes. Aquella experiència va fer que es decidís a estudiar medicina, perquè volia que les dones poguessin ser ateses per dones. L'any 1873 va entrar a l'Escola Normal de Dones de Tòquio, actualment Universitat per a dones d'Ochanomizu, malgrat no rebre cap mena de suport familiar.
Un cop graduada va passar a cursar medicina a l'escola mèdica privada Kojuin, gràcies al suport d'una de les mestres de l'Escola Normal, que la va ajudar a ser admesa al nou centre malgrat els impedients i dificultats que li posaven, perquè era únicament per a alumnat masculí. Encara després de graduar-se, el 1883, l'administració japonesa es resistí a admetre-la als exàmens, que eren legalment obligatoris per exercir la medicina, malgrat que no hi havia cap llei que li ho prohibís explícitament.
Finalment, va obtenir permís l'any 1885 i va aprovar l'examen oficial que li permetia exercir com a metgessa. Per aconseguir el permís per presentar-se a l'examen, Ogino va comptar amb el suport d'alguns homes, entre els quals l'intel·lectual Iwamoto Yoshihara, promotor i defensor de l'educació i l'entrada al món laboral de les dones, com defensava en els seus articles a la revista Jogaku («Revista per a la Il·lustració de les Dames»), que ell editava, i altres publicacions. Ogino va col·laborar amb aquesta revista, inicialment d'idees ètiques cristianes i després més centrada en la literatura.
Malgrat ser la primera dona reconeguda com a metgessa pel govern japonès, n'hi havia moltes altres reclamant els seus drets civils, una reivindicació en què Ogino fou pionera. De fet, amb la seva lluita, Ogino va impulsar, juntament amb Mizuko Takahashi, l'educació mèdica per a les dones.

Reconeguda per part de l'administració per exercir la medicina, va obrir un hospital, el primer fundat per una dona al Japó. Com a doctora es va especialitzar en obstetricia i ginecologia. A banda, també va ser contractada per Iwamoto Yoshihara per a la seva escola de noies. A la mateixa època va entrar a formar part de Unió Cristiana de Dones per la Temperança, i el 1890 es va casar amb el sacerdot Yukiyoshi Shikata, amb el qual va marxar a viure a Hokkaido el 1894, on va dirigir una altra clínica ginecològica situada a la localitat de Setana, on va treballar durant deu anys. A la mort del seu marit va tornar a Tòquio i el 1908 tornà a dirigir un hospital.

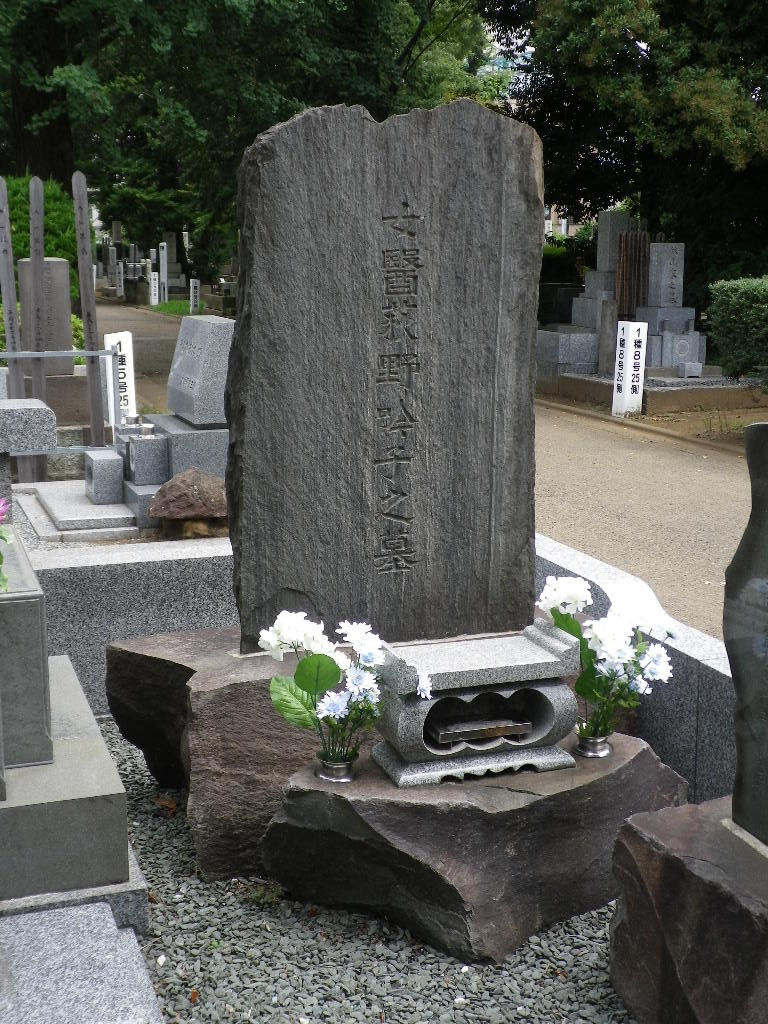
Tomba d'Ogino Ginko

Ogino va morir el 1913 i va ser enterrada al cementiri Zōshigaya.

## Reconeixements
El 1967 es va construir un monument commemoratiu en el seu honor a Setana, on va fundar la seva clínica. El Museu d'Història Regional de la mateixa localitat exposa molts objectes de la seva vida diària i dades d'importància històrica sobre la pràctica de la medicina.
L'escriptor Jun'ichi Watanabe, també metge, va escriure al 1973 una novel·la basada en la seva vida: Hanauzumi (Més enllà dels camps en flor).